# 綦秀蕙
綦秀蕙（1906年9月—1996年1月7日），女，山东利津人，中华人民共和国植物学家，南开大学教授。第三届全国人大代表、第五届全国政协委员。

## 生平
1940年毕业于美国爱荷华州立大学，获硕士学位。与萧采瑜结婚，一起在美国工作。1946年回国。1947年调至南开大学，担任植物学教授。曾任天津市妇女联合会兼职副主席，天津市人大代表，政协天津市第一、五届委员会委员，政协天津市第六届委员会常委（1980年6月－1983年4月）。长期从事植物形态解剖学的教学和科研工作，代表性论著有《高梁初生根的发生及解剖的研究》、《大豆根尖结构和侧根形成》等。1996年1月7日逝世。